# Minueto en sol mayor, BWV Anh. 114
El Minueto en sol mayor, BWV Anh. 114 es una pieza para teclado incluida en el Cuaderno de Anna Magdalena Bach de 1725. Hasta 1970, fue atribuido a Johann Sebastian Bach (BWV Anh. 114), pero a día de hoy se atribuye universalmente a Christian Petzold. Es una pieza de 32 compases escrita en sol mayor.

## Procedencia
El Minueto en sol mayor se encuentra en el Cuaderno de Anna Magdalena Bach de 1725, donde aparece con su compañera, el Minueto en sol menor, como un par que debe tocarse da capo. El cuaderno en cuestión, que era de la segunda esposa de Johann Sebastian Bach Anna Magdalena, es una compilación de música de varios compositores de finales del siglo XVII y principios del XVIII, incluyendo François Couperin, Georg Böhm, el propio Johann Sebastian Bach y, posiblemente, algunos de sus hijos (por ejemplo, Carl Philipp Emanuel Bach). La mayoría de las entradas de 1725 fueron hechas por Anna Magdalena, y algunos fueron aportados por Johann Sebastian y varios amigos de la familia Bach. Solo un par de compositores están identificados en el cuaderno. El Minueto en sol mayor y su compañero son dos de las muchas obras anónimas incluidas. En la década de 1970, el Minueto en sol mayor fue identificado como una pieza de una suite para clavecín del organista de Dresde Christian Petzold.